# 里奇克雷斯特 (佛羅里達州)
里奇克雷斯特（英語：Ridgecrest）是位於美國佛羅里達州皮尼拉斯縣的一個人口普查指定地區。

## 地理
里奇克雷斯特的座標為28°53′45″N 82°48′17″W / 28.89583°N 82.80472°W，而該地最高點為海拔高度17米（即56英尺）。

## 人口
根據2010年美國人口普查的數據，里奇克雷斯特的面積為1.50平方千米，當中陸地面積為1.50平方千米，而水域面積為0.00平方千米。當地共有人口2558人，而人口密度為每平方千米1,705人。